# ویازمسکی، خاباروفسک
شهر ویازمسکی، خاباروفسک (به روسی: Вяземский) در کشور روسیه و در کرای خاباروفسک واقع شده‌است.